# Шостак Олександр Андрійович
Олександр Андрійович Шостак (1975—2022) — старший солдат збройних сил України, учасник російсько-української війни.

## Життєпис
Народився 9 січня 1975 року в селі Борозенка Романського району Сумської області.
Військову службу проходив у 1 окремій танковій бригаді, старший стрілець механізованого відділення.
Загинув 27 лютого 2022 року в Чернігові.

## Нагороди
- Орден За мужність III ступеня[1].